# Наступного дня (фільм, 2017)
«Наступного дня» (кор. Geu-hu) — південнокорейський фільм-драма 2017 року, поставлений режисером Хоном Сан Су. Стрічку було відібрано для участі в основній конкурсній програмі 70-го Каннського міжнародного кінофестивалю (2017) у змаганні за Золоту пальмову гілку .

## Сюжет
Директор невеликого книжкового видавництва (Квон Хе Хьо) приймає на роботу нову асистентку (Кім Мін Хі). Під час співбесіди він пропонує дівчині називати його просто Бос. Помічниця досить швидко вписується у графік роботи, і їй подобається займатися рукописами, але все змінюється в той момент, коли в офісі з'являється дружина Боса. Вона накидається на нову працівницю, приймаючи її за коханку свого чоловіка. Ситуація залагоджується, але незабаром після того як дружина пішла геть, до видавництва приїжджає сама коханка. Цілий день проходить у розмовах, і під вечір нова асистентка проводжає директора додому та цілує в під'їзді.

## У ролях
| • Кім Мін Хі  | … |  |
| • Квон Хе Хьо | … |  |

## Знімальна група
- Автор сценарію — Хон Сан Су
- Режисер-постановник — Хон Сан Су

## Нагороди та номінації
| Список нагород та номінацій         | Список нагород та номінацій | Список нагород та номінацій | Список нагород та номінацій | Список нагород та номінацій | Список нагород та номінацій |
| Кінопремія                          | Дата церемонії              | Категорія                   | Номінант(и)                 | Результат                   | Дж                          |
| ----------------------------------- | --------------------------- | --------------------------- | --------------------------- | --------------------------- | --------------------------- |
| Каннський міжнародний кінофестиваль | 28.2017                     | Золота пальмова гілка       | Наступного дня              | Номінація                   | [ 1 ]                       |